# Kirgisische Mitgift
Kirgisische Mitgift (russisch Сундук предков, Sunduk predkow) ist ein russischer Film von Nurbek Egen aus dem Jahr 2005. Seine Premiere in Deutschland hatte der Film am 7. März 2006 auf Arte.

## Handlung
Für Kinder aus Kirgisien wird schon bald nach deren Geburt eine Mitgift in einer schweren Holztruhe gesammelt. Zu ihrer Heirat sind die kirgisischen Paare somit mit Geld und Gegenständen aus dem Familienbesitz ausgestattet. Aïdar, ein junger Mann, der in Paris beruflich erfolgreich ist und sich dort verliebt hat, kann ebenfalls auf dieses Privileg zurückgreifen. Um die Mitgift im Haus seiner Eltern in Empfang zu nehmen, begibt er sich mit seiner Freundin Isabelle, einer lebensfrohen Französin, auf den Weg in sein Dorf in den kirgisischen Bergen. Sie stellen allerdings fest, dass die Mitgift auch die Verpflichtung zu Sitte und Tradition beinhaltet. Trotz der Gastfreundschaft der Familie und der Dorfbewohner wird Aïdar klar, dass es nicht leicht werden wird, sich den Erwartungen der Eltern zu entziehen.

## Kritik
Das Lexikon des internationalen Films urteilte: „Erstlingsfilm über den Konflikt zwischen Tradition und Moderne, der sich durch bunte, stilisierende Metaphern zum Unterhaltungsfilm mausert und dabei den Respekt vor seinem Sujet in ethnografischer Despektierlichkeit verliert.“

## Auszeichnungen
Der Film gewann 2006 den Publikumspreis beim Filmfestival Cottbus sowie einen Spezialpreis bei den Young Artist Awards. Die Filmbewertungsstelle Wiesbaden verlieh dem Film 2007 zudem das Prädikat „wertvoll“.